# Jagten på lykke
Jagten på lykke (originaltitel: The Pursuit of Happyness) er en amerikansk biografisk dramafilm fra 2006 baseret på Chris Gardners næsten år lange kamp mod hjemløshed. Filmen er instrueret af Gabriele Muccino, og i hovedrollen ses Will Smith som Gardner, en on-and-off-hjemløs sælger, som bliver børsmægler. Smiths virkelige søn, Jaden Smith er co-stjerne og hans rolle som Gardner søn Christopher Jr. er hans filmdebut.
Manuskriptet er af Steven Conrad, baseret Gardners selvbiografi, The Pursuit of Happyness skrevet i samarbejde med Quincy Troupe. Filmen blev udgivet den 15. december 2006 af Columbia Pictures. For hans præstation blev Will Smith nomineret til en Academy Award og en Golden Globe for bedste mandlige hovedrolle.

## Medvirkende
- Will Smith som Chris Gardner
- Jaden Smith som Christopher Gardner Jr.
- Thandie Newton som Linda Gardner
- Brian Howe som Jay Twistle
- Dan Castellaneta som Alan Frakesh
- James Karen som Martin Frohm
- Kurt Fuller som Walter Ribbon
- Takayo Fischer som Mrs. Chu
- Kevin West som Verdens bedste far

## Eksterne Henvisninger
- Jagten på lykke på Internet Movie Database (engelsk)
- Jagten på lykke på Filmdatabasen
- Jagten på lykke på Scope
- Jagten på lykke i Svensk Filmdatabas (svensk)
- Jagten på lykke på AlloCiné (fransk)
- Jagten på lykke på MovieMeter (nederlandsk)
- Jagten på lykke på AllMovie (engelsk)
- Jagten på lykke hos American Film Institute (engelsk)
- Jagten på lykke hos British Film Institute (engelsk)
- Jagten på lykkes profil hos Encyclopædia Britannica Online (engelsk)
- Den officielle hjemmeside